# 96th Street (linea IRT Broadway-Seventh Avenue)
96th Street è una stazione della metropolitana di New York situata sulla linea IRT Broadway-Seventh Avenue. Nel 2019 è stata utilizzata da 11 628 887 passeggeri. È servita dalle linee 1, 2 e 3, attive 24 ore su 24.

## Storia
La stazione venne costruita dall'Interborough Rapid Transit Company (IRT) come parte della prima linea metropolitana sotterranea della città di New York. Fu aperta il 27 ottobre 1904. È stata ristrutturata tra il 2007 e il 2010.

## Strutture e impianti
La stazione è sotterranea, ha due banchine a isola e quattro binari, i due esterni per i treni locali e i due interni per quelli espressi. Sono presenti anche due banchine laterali non più in uso dal 2010. È posta al di sotto di Broadway e ha due punti di ingresso, quello nord è costituito da un fabbricato viaggiatori in acciaio e vetro che affaccia su 96th Street e 95th Street e che ospita un gruppo di tornelli e le scale e gli ascensori per le banchine, quello sud è rappresentato da un piccolo mezzanino con un altro gruppo di tornelli e quattro scale che portano all'incrocio con 94th Street.

## Interscambi
La stazione è servita da alcune autolinee gestite da NYCT Bus.
- Fermata autobus